# Aérodrome de Kasama
L'aérodrome de Kasama (code IATA : KAA • code OACI : FLKS) est un aéroport desservant Kasama, province Septentrionale, en Zambie.

## Compagnie aérienne et destination
| Compagnies       | Destinations |
| ---------------- | ------------ |
| Proflight Zambia | Lusaka       |

| Chipata Livingstone Lusaka Mansa M'fuwe Ndola Solwezi Kasama |